# Nesow
Nesow este o comună din landul Mecklenburg-Pomerania Inferioară, Germania.